# 雷地区阿尔通
雷地区阿尔通（法語：Arthon-en-Retz，法語發音：[aʁtɔ̃ ɑ̃ ʁɛ]）是法国大西洋卢瓦尔省的一个旧市镇，属于圣纳泽尔区。2016年1月1日，雷地区阿尔通和相邻的谢梅雷合并为新市镇雷地区绍姆（Chaumes-en-Retz）。

## 地理
雷地区阿尔通（47°6'59"N, 1°56'19"W）面积39.24 平方千米，位于法国卢瓦尔河地区大区大西洋卢瓦尔省，该省份为法国西北部沿海省份，位于布列塔尼半岛东南部，北起伊勒-维莱讷省，西北接莫尔比昂省，西临大西洋，南至旺代省，东临曼恩-卢瓦尔省。
与雷地区阿尔通接壤的市镇（或旧市镇、城区）包括：弗罗赛。

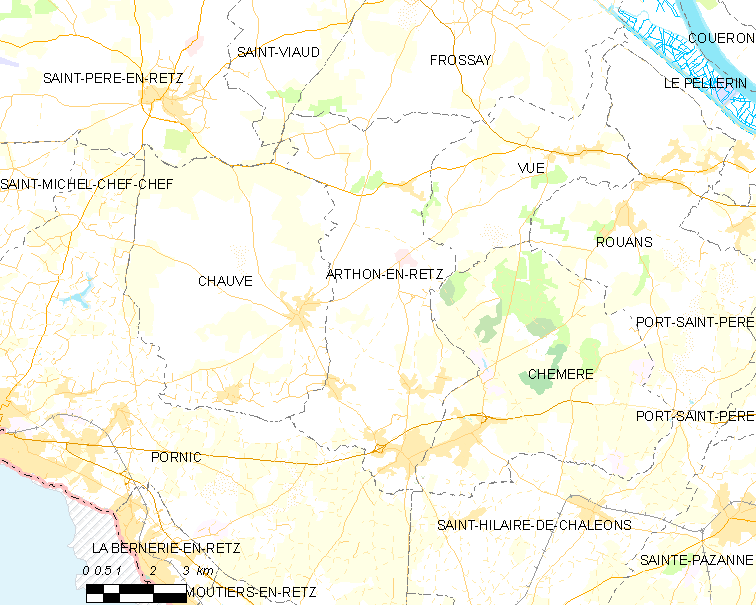
雷地区阿尔通的OSM定位图

雷地区阿尔通的时区为UTC+01:00、UTC+02:00（夏令时）。

## 行政
雷地区阿尔通的邮政编码为44320、44680，INSEE市镇编码为44005。

## 政治
雷地区阿尔通所属的省级选区为波尔尼克县。

## 人口

1962-2008年间雷地区阿尔通人口变化图示

雷地区阿尔通于2018年1月1日时的人口数量为4213人。